# 이진영 (1997년)
이진영(李鎭英, 1997년 7월 21일 ~ )은 KBO 리그 한화 이글스의 외야수이다.

## 한국 프로야구 시절

### KIA 타이거즈시절
2016년에 입단하였다. 2016년 5월 31일 LG 트윈스와의 경기에 출전하며 데뷔 첫 경기를 치렀고, 경기에서 5타수 무안타를 기록했다. 2016년 6월 5일 넥센전에서 데뷔 첫 안타를 기록했다.

### 경찰 야구단시절
2018년에 입단하였다.

### KIA 타이거즈복귀
2019년에 복귀하였다.

### 한화 이글스시절
2022년 4월 23일 당시 KIA 타이거즈 소속이었던 그와 이민우, 한화 이글스 소속이었던 김도현과 2:1 트레이드를 통해 이적하였다.

## 호주 프로야구 시절
2023년에 질롱 코리아에 입단하였다.

## 논란
- 2017년 9월 15일 새벽에 페이스북으로 욕설이 담긴 게시글을 올린 뒤 팬들에게 은퇴를 하려는 듯한 늬앙스의 글을 올려 논란이 벌어졌다. 음주를 한 상태에서 글을 올린 것이 아니냐는 의혹을 받고 있던 도중 2017년 9월 16일 자신의 페이스북을 통해 자신의 계정을 알고 있던 지인이 자신의 계정으로 해당 게시글을 작성했다고 해명했다.

## 출신 학교
- 서울둔촌초등학교
- 선린중학교
- 선린인터넷고등학교

## 통산 기록
| 연도 | 팀명  | 타율  | 경기 | 타수 | 득점 | 안타 | 2루타 | 3루타 | 홈런 | 루타 | 타점 | 도루 | 도실 | 볼넷 | 사구 | 삼진 | 병살 | 실책 |
| ---- | ----- | ----- | ---- | ---- | ---- | ---- | ----- | ----- | ---- | ---- | ---- | ---- | ---- | ---- | ---- | ---- | ---- | ---- |
| 2016 | KIA   | 0.138 | 17   | 29   | 4    | 4    | 0     | 0     | 0    | 4    | 2    | 1    | 1    | 3    | 0    | 10   | 1    | 1    |
| 2017 | KIA   | 0.400 | 18   | 5    | 3    | 2    | 0     | 0     | 0    | 2    | 0    | 0    | 1    | 1    | 2    | 1    | 0    | 1    |
| 2019 | KIA   | 0.133 | 11   | 15   | 1    | 2    | 0     | 0     | 0    | 2    | 2    | 0    | 0    | 0    | 0    | 4    | 0    | 0    |
| 2020 | KIA   | 0.227 | 32   | 22   | 4    | 5    | 1     | 0     | 0    | 6    | 5    | 1    | 0    | 5    | 0    | 9    | 1    | 1    |
| 2021 | 한화  | 0.200 | 17   | 40   | 8    | 8    | 2     | 1     | 2    | 18   | 5    | 1    | 0    | 3    | 4    | 22   | 0    | 0    |
| 2022 | 한화  | 0.200 | 70   | 220  | 27   | 44   | 12    | 1     | 8    | 82   | 31   | 2    | 2    | 17   | 0    | 90   | 4    | 2    |
| 2023 | 한화  | 0.249 | 121  | 358  | 57   | 89   | 22    | 0     | 10   | 141  | 50   | 5    | 0    | 53   | 2    | 127  | 4    | 6    |
| 2024 | 한화  | 0.204 | 42   | 93   | 20   | 19   | 6     | 0     | 1    | 28   | 13   | 0    | 1    | 8    | 2    | 27   | 3    | 1    |
| 통산 | 8시즌 | 0.221 | 328  | 792  | 124  | 173  | 43    | 2     | 21   | 283  | 108  | 10   | 5    | 90   | 10   | 299  | 13   | 11   |